# Trận sông Nin
Trận sông Nin (còn được gọi là Trận vịnh Aboukir, trong tiếng Pháp là Bataille d'Aboukir hoặc trong tiếng Ả Rập Ai Cập là معركة أبي قير البحرية) là một trận hải chiến lớn đã diễn giữa quân đội Anh và Pháp tại vịnh Aboukir bên Địa Trung Hải một bờ biển của Ai Cập vào ngày 1 đến 3 tháng 8 năm 1798. Trận đánh là đỉnh cao của một Chiến dịch hải quân đã diễn ra trên Địa Trung Hải trong suốt ba tháng trước đó, một đoàn quân viễn chinh lớn của Pháp khởi hành từ Toulon để đến Alexandria, lực lượng viễn chinh do Napoleon Bonaparte chỉ huy đã bị đánh bại bởi lực lượng của Anh do Đô đốc Horatio Nelson chỉ huy.
Bonaparte đã tìm cách xâm lược Ai Cập, như là bước đầu tiên trong một chiến dịch chống lại Ấn Độ thuộc Anh có mục tiêu cuối cùng là đẩy Anh ra khỏi các cuộc chiến tranh cách mạng Pháp. Hạm đội Bonaparte vượt Địa Trung Hải, họ bị theo đuổi bởi Hải quân Anh dưới sự chỉ huy của Tử tước Horatio Nelson khởi hành từ Tagus, để nắm bắt được mục đích thám hiểm của Pháp và đánh bại họ. Sau hơn hai tháng, Nelson vẫn tiếp tục bám theo hạm đội Pháp, một số lần chỉ thiếu vài giờ là có thể đuổi bắt kịp. Bonaparte, đã biết được mình đang bị Nelson theo đuổi, do đó, bắt buộc giữ bí mật tuyệt đối về điểm đến của mình để có thể chụp được Malta và sau đó là đất Ai Cập mà không phải chạm trán với Hải quân Anh hùng mạnh.
Cùng với đội quân Pháp vào bờ, hạm đội neo ở vịnh Aboukir, cách 20 dặm (32 km) về phía bắc của Alexandria, tin tưởng trình độ chỉ huy của mình, Phó Đô đốc François-Paul Brueys D'Aigalliers, tự tin thiết lập một vị trí phòng thủ bất khả chiến bại. Khi hạm đội của Nelson đã tới Ai Cập vào ngày 1 tháng và phát hiện ra phòng thủ Brueys, ông đã ra lệnh tấn công ngay lập tức, và chiến hạm của ngài tiến trên phòng tuyến Pháp. Khi đến gần, họ chia thành hai đơn vị, một trong số đó cắt ngang cắt ngang qua người đứng đầu tuyếnn và bờ neo, trong khi nhóm kia tiến ra hướng ra biển của Hạm đội Pháp. Bị kẹt giữa tuyến, các tàu hàng đầu của Pháp bị tấn công dữ dội trong một trận chiến kéo dài ba giờ, đạo quân chủ lực đã có thể và đẩy lùi được đợt tấn công đầu tiên của Anh. Khi quân tiếp viên Anh đến, một đợt tấn công lớn vào Trung quân Pháp xảy ra, vào lúc 22:00 giờ soái hạm Phương Đông (Oirent) bị phát nổ. Với việc Brueys tử trận trung quân cũng thất bại theo, bộ phận phía sau hạm đội Pháp đã cố gắng thoát ra khỏi vịnh, nhưng cuối cùng chỉ có 2 tàu chiến tuyến và 2 tàu frigate trốn thoát được từ tổng cộng 17 tàu ban đầu. Hi
Trận chiến đảo ngược tình hình chiến lược ở Địa Trung Hải và cho phép Hải quân Hoàng gia nhận được một vị trí thống trị mà nó sẽ còn giữ cho đến khi chiến tranh kết thúc. Nó cũng khuyến khích các nước châu Âu khác chống lại Pháp, và là một yếu tố trong sự bùng nổ của cuộc chiến tranh với Liên minh thứ hai. Quân đội của Bonaparte đã bị mắc kẹt ở Ai Cập, và Hải quân Hoàng gia ngự trị ngoài khơi bờ biển Syria góp phần góp đáng kể trong việc đánh bại Pháp tại cuộc vây hãm Acre năm 1799, trước khi Bonaparte trở lại châu Âu. Nelson, người đã bị thương trong trận chiến, được tuyên bố như một người hùng trên khắp châu Âu và sau đó đã trở thành Nam tước Nelson. Thuyền trưởng của ông cũng được đánh giá cao, và sẽ đi vào để tạo thành nên hạt nhân của Nelsonic Band of Brothers. Trận chiến vẫn còn nổi bật trong văn hóa phổ biến, có lẽ nổi tiếng nhất là bài thơ Casabianca của nữ thi sĩ Felicia Hemans năm 1826

## Bối cảnh

### Chiến dịch Địa Trung Hải

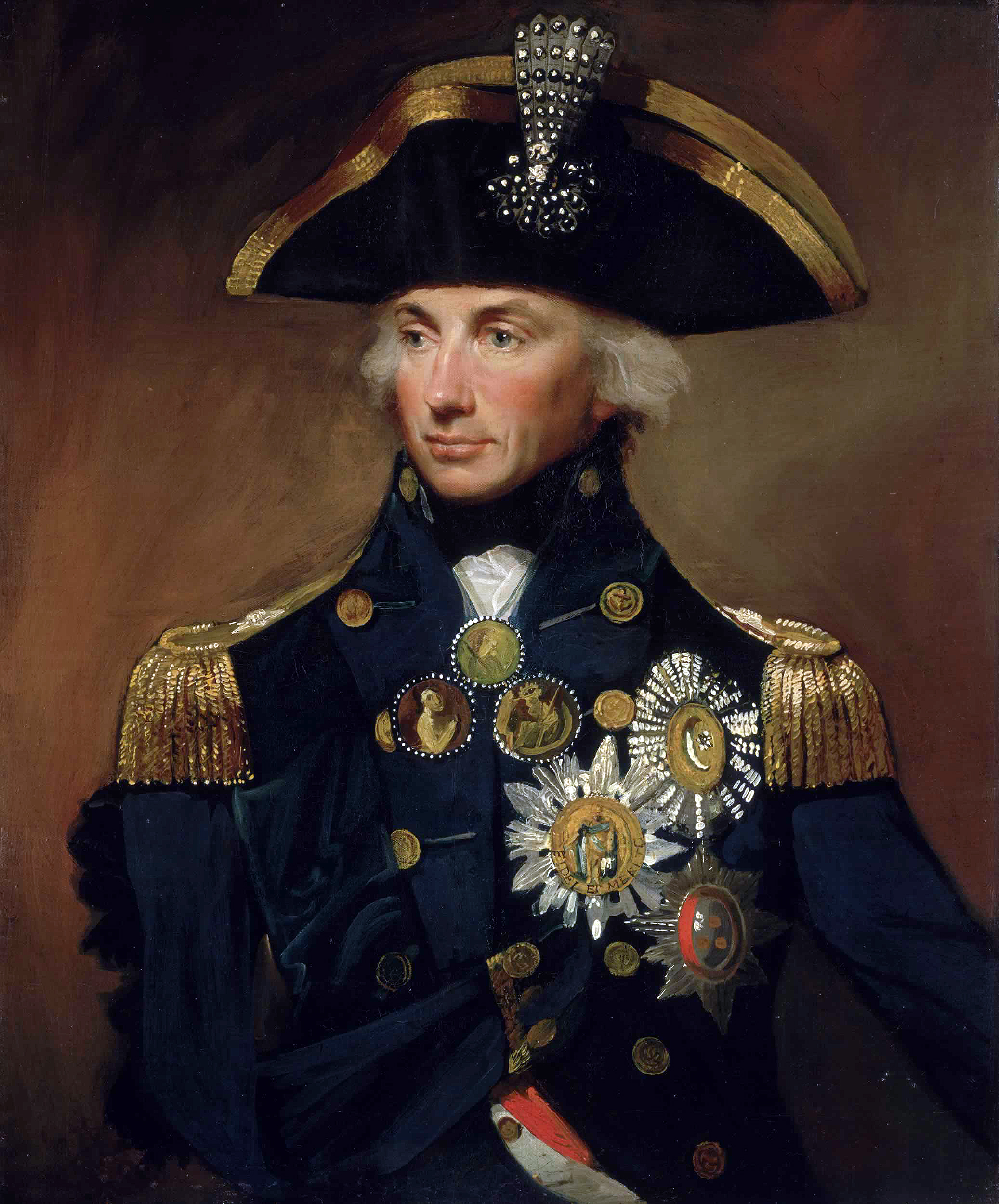
Rear-Admiral Sir Horatio Nelson, Lemuel Francis Abbott, 1800, National Maritime Museum. Visible on his cocked hat is the aigrette presented by the Ottoman Sultan as a reward for the victory at the Nile

Hạm đội của Bonaparte khởi hành vào ngày 19 tháng 5 năm 1798, rời Toulon và tiến nhanh chóng xuyên qua biển Liguria, thu thập thêm tàu bè tại Genoa và dương buồm về phía nam dọc theo bờ biển Sardinia, qua Sicilia trong ngày 7 tháng 6. Ngày 9 tháng 6 hạm đội đến ngoài khơi Malta, nơi đây thuộc sở hữu của các hiệp sĩ thánh Gioan của Jerusalem dưới quyền của Đại Thống lĩnh Ferdinand von Hompesch zu Bolheim. Bonaparte yêu cầu hạm đội của ông được phép di chuyển vào hải cảng Valetta vốn đã được phòng thủ kỹ càng. Khi yêu cầu bị các hiệp sĩ cứu tế từ chối, người Pháp đã phản ứng bằng cách mở một cuộc xâm lược quy mô lớn vào quần đảo Malta, nhanh chóng đè bẹp lực lượng phòng thủ sau 24 giờ giao chiến. Các hiệp chính thức đầu hàng vào ngày 12 tháng 6 và để đổi lấy một khoản tiền đền bù tài chính đáng kể và cũng như việc chuyển giao các đảo cùng tất cả các nguồn lực của họ cho Bonaparte, bao gồm cả tài sản khổng lồ của Giáo hội Công giáo La Mã trên đảo Malta. Trong vòng một tuần, Bonaparte đã trang bị đầy đủ cho đội tàu của ông và ngày 19 tháng 6 hạm đội của ông ta rời đến Alexandria theo hướng Crete, để lại tướng Claude-Henri Vaubois cùng 4.000 lính ở Valetta để đảm bảo quyền kiểm soát của Pháp tại các hòn đảo ở đây.
Trong khi Bonaparte dương buồm đến Malta, Hải quân Hoàng gia Anh đã thâm nhập trở lại Địa Trung Hải lần đầu tiên sau hơn một năm. Bị báo động bởi các báo cáo bởi công tác chuẩn bị của người Pháp trên bờ biển Địa Trung Hải, Bá tước Spencer tại bộ hải quân gửi thư đến cho Phó Đô đốc Bá tước St. Vincent, chỉ huy của Hạm đội Địa Trung Hải đóng trụ sở tại sông Tagus, mau lẹ điều một hải đội để đi điều tra. Hải đội này gồm ba tàu chiến tuyến và ba tàu frigate, được giao phó cho Chuẩn đô đốc Sir Horatio Nelson.
Nelson là một sĩ quan rất thành công và đã bị mù một mắt trong thời gian chiến đấu tại Corsica vào năm 1794, đã nhận được lời khen thưởng cho việc bắt sống hai tàu chiến tuyến của Tây Ban Nha tại trận Mũi St. Vincent trong tháng 2 năm 1797 nhưng sau đó lại bị mất một cánh tay tại Trận Santa Cruz de Tenerife trong tháng 7 năm 1797. Trở về với đội tàu tại Tagus vào cuối tháng 4, ông đã nhận lệnh thu thập hải đội tại Gibraltar và căng buồm tới vùng biển Liguria. Vào ngày 21 tháng 5, Hải đội của Nelson tiếp cận Toulon, và nó đã bị đánh tơi bời bởi một cơn bão khốc liệt và chiếc kỳ hạm của Nelson HMS Vanguard mất chiếc cột buồm của nó và gần như bị đắm tại bờ biển Corsica. Hải đội nằm rải rác, các tàu chiến tuyến tạm nằm tại đảo San Pietro ngoài khơi Sardinia, trong khi các tàu khu trục bị gió thổi về phía tây và không quay lại được.
Ngày 07 tháng 6, sau khi vội vàng sửa chữa kỳ hạm của mình, Nelson quay lại ngoài khơi Toulon với một đội mườ gồm tàu chiến tuyến và một tàu hạng tư. Hạm đội dưới sự chỉ huy của thuyền trưởng Thomas Troubridge và được Bá Tước St. Vincent gửi đến để củng cố cho lực lượng của Nelson với các mệnh lệnh là ông phải theo đuổi đoàn Toulon và ngăn chặn nó. Mặc dù bây giờ đã có tàu, đủ để thách thức hạm đội Pháp, Nelson lại còn có hai nhược điểm quan trọng: ông không có tình báo về đích đến của Pháp và không có tàu frigate nào để đi dò thám phía trước hạm đội. Duỗi buồm thẳng về phía nam với hy vọng thu thập thông tin về chiến dịch của người Pháp, tàu của Nelson dừng lại tại Elba và Napoli, nơi mà đại sứ Anh Sir William Hamilton thông báo rằng hạm đội Pháp đã đi qua Sicilia theo hướng Malta. Bất chấp những lời cầu xin từ Nelson và Hamilton, vua Ferdinando của Napoli từ chối cho người Anh mượn những tàu frigate nhỏ của mình vì sợ bị người Pháp trả thù. Ngày 22 tháng 6, Nelson gặp phải một thuyền hai buồm brig từ Ragusa và được biết, Pháp đã cho tàu từ Malta đi về phía đông vào ngày 16 tháng 6. Sau khi xác nhận với thuyền trưởng của mình, đô đốc quyết định rằng mục tiêu của Pháp phải là Ai Cập và quyết định theo đuổi họ. Nhầm tưởng rằng người Pháp đã đi được năm ngày trước đó chứ không phải là hai ngày, Nelson quyết định đi theo một đường thẳng trực tiếp tới Alexandria mà không có độ lệch nào.
Tối ngày 22 tháng 6, hạm đội của Nelson vượt qua hạm đội Pháp trong bóng tối, vượt qua những đoàn tầu chở đạo quân xâm lược bơi chậm mà không có một người nào trong hai bên nhận ra họ đã ở gần với nhau như thế nào. Đi rất nhanh vì vận động theo một đường thẳng, Nelson đến Alexandria ngày 28 tháng 6 và phát hiện ra rằng không có người Pháp ở đó. Sau khi có một cuộc họp với chỉ huy cao cấp của đế quốc Ottoman Sayyid Muhammad Kurayyim, Nelson ra lệnh cho hạm đội Anh đi về phía bắc, tiếp cận bờ biển Anatolia ngày 04 tháng 7 và quay về phía tây quay trở lại Sicilia. Nelson bị mất dấu người Pháp bởi đi sau hơn một ngày, những tàu trinh sát của hạm đội Pháp khi đến ngoài khơi Alexandria vào tối ngày 29 tháng 6.
Lo lắng bởi có thể có sự chạm trán bất thình lình giữa hạm đội của ông với Nelson, Bonaparte ra lệnh phát động một cuộc xâm lược ngay lập tức, bởi những yếu kém trong khâu điều khiển hoạt động tiếp đất đã làm ít nhất 20 người bị chết đuối. Tập hợp dọc theo bờ biển, quân đội Pháp xông đến Alexandria và chiếm thành phố, Bonaparte sau đó chỉ huy các lực lượng chính của quân đội của ông ta trong nội địa. Tư lệnh hải quân của ông ta, phó Đô đốc François-Paul Brueys d'Aigalliers, thả neo tại cảng Alexandria, nhưng khảo sát hải quân báo cáo rằng các kênh vào bến cảng đã quá nông cạn và hẹp cho các tàu lớn của hạm đội Pháp. Kết quả là một nơi neo đậu thay thế tại Vịnh Aboukir đã được chọn, cách 20 dặm (32 km) về phía đông bắc của Alexandria.
Đội tàu của Nelson đến Syracuse ở Sicilia vào ngày 19 tháng 7 và lấy các nguồn cung cấp thiết yếu. Nelson đã viết bức thư mô tả những sự kiện của các tháng trước: "Cổ nhân có câu, 'con của ác quỷ thường có những cái may của ác quỷ' Tôi không thể tìm thấy, tại thời điểm này, ngoài những phỏng đoán mơ hồ, nơi Hạm đội Pháp đang đi. Số phận hẩm hiu hiện nay của tôi khởi nguồn từ việc cần có vài tàu frigate." Vào ngày 24 tháng 7 hạm đội của ông đã được tăng cường hàng tiếp liệu và đã xác định được người Pháp phải ở một nơi nào đó tại phía Đông Địa Trung Hải, Nelson khởi hành trở lại theo hướng Morea. Ngày 28 tháng 7 tại Coron, thông tin cuối cùng đã thu được qua các mô tả về các cuộc tấn công của Pháp vào Ai Cập và Nelson chuyển hướng về phía nam, các tàu trinh sát của ông ta là chiếc HMS Alexander và HMS Swiftsure phát hiện các đội tàu vận tải Pháp tại Alexandria vào chiều ngày 1 tháng 8.

### Vịnh Aboukir
Khi thấy bến cảng Alexandria không đủ sâu cho hạm đội của mình, Brueys đã tập hợp các thuyền trưởng của mình và thảo luận về những lựa chọn của họ. Bonaparte ra lệnh cho hạm đội neo ở Aboukir Vịnh, một vịnh cạn và trống trải, nhưng có bổ sung các mệnh lệnh với đề nghị rằng nếu Brueys thấy vịnh Aboukir quá nguy hiểm thì có thể đi thuyền về phía bắc tới Corfu, chỉ để lại tàu vận tải và một số tàu chiến nhẹ tại Alexandria. Brueys từ chối, với niềm tin rằng hạm đội của ông có thể cung cấp hỗ trợ cần thiết cho quân đội Pháp trên bờ biển và cho gọi các thuyền trưởng của ông trên boong của kỳ hạm 120 súng Orient để thảo luận về việc phản ứng như thế nào nếu Nelson tìm ra các đội tàu tại nơi neo đậu của nó. Bất chấp sự phản đối cao giọng của Chuẩn đô đốc Armand Blanquet, người nhấn mạnh rằng hạm đội có thể tận dụng toàn bộ hoả lực để đáp trả quân Anh trong vùng nước mở, các thuyền trưởng đều nhất trí rằng neo đậu trong một tuyến bên trong vịnh sẽ tạo ra một hoả lực mạnh để đối phó với Nelson. Có thể là Bonaparte dự tính cho các tầu thả neo để tạo một căn cứ tạm thời, trong ngày 27 tháng7, ông bày tỏ sự kỳ vọng rằng Brueys sẽ chuyển tới Alexandria và ba ngày sau đó đã ban hành lệnh cho các đội tàu sửa soạn tới Corfu để chuẩn bị cho các hoạt động của hải quân chống lại các lãnh thổ của Đế quốc Ottoman ở vùng Balkan nhưng trớ trêu thay, quân du kích Bedouin đã chặn và giết chết người đưa thư khiến mệnh lệnh không thể đến được.

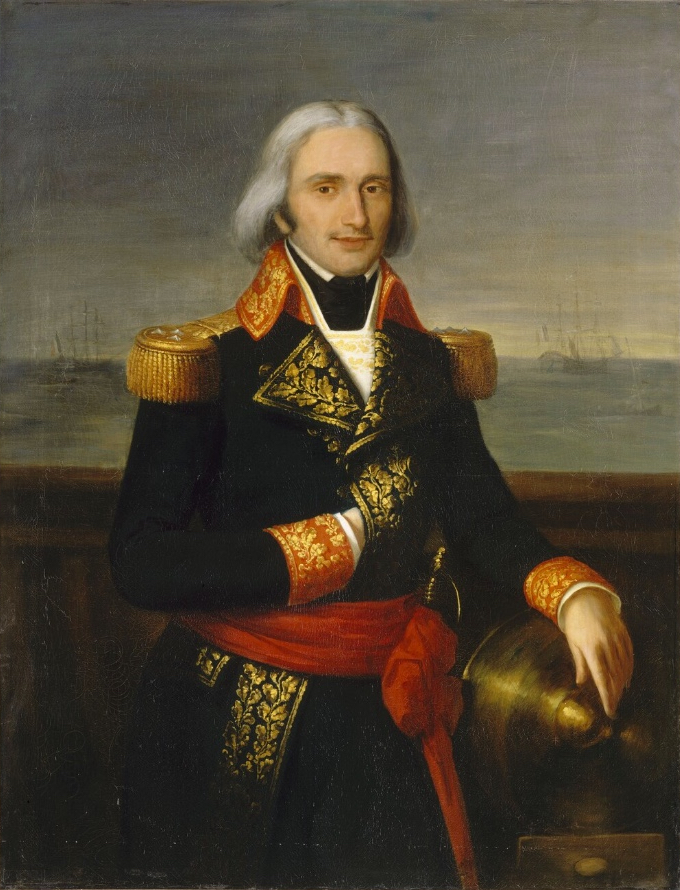
François-Paul Brueys d'Aigalliers
của một họa sĩ vô danh, treo trong Cung điện Versailles

Vịnh Aboukir là một chỗ thụt vào ở ven biển dài 16 hải lý (30 km), kéo dài từ làng Abu Qir ở phía tây đến thị trấn Rosetta ở phía Đông, nơi mà một trong những cửa của sông Nin chảy ra Địa Trung Hải. Năm 1798, vịnh được bảo vệ ở phía tây bằng bãi cát ngầm rộng chạy dài 3 dặm (4,8 km) từ một doi đất được phòng vệ bởi lâu đài Aboukir vào vịnh. Những bãi cát ngầm cũng đã được bảo vệ bởi một pháo đài nhỏ nằm trên một hòn đảo giữa các tảng đá. Pháo đài này được đồn trú bởi lính Pháp và trang bị ít nhất bốn khẩu đại bác và hai khẩu pháo cối hạng nặng. Brueys đã gia cố cho đồn bằng tàu phóng bom và pháo hạm, được buông neo ở gần bãi đá ở phía tây của hòn đảo ở một vị trí để có thế hỗ trợ cho tuyến đầu của người Pháp. Các bãi cát ngầm chạy không đều ở phía nam của đảo và mở rộng ra vịnh theo hình bán nguyệt khoảng 1.650 thước Anh (1.510 m) từ bờ biển. Những bãi cát ngầm quá cạn để cho phép các tàu chiến lớn hơn đi qua, do đó Brueys đã ra lệnh mười ba tàu của ông ta lập đội hình thành một tuyến kéo từ rìa đông bắc của bãi cát ngầm ở phía nam của đảo, một vị trí cho phép các tàu để lấy nguồn cung cấp từ phía cảng của họ trong khi kiểm soát cả việc đổ bộ bằng pháo mạn phải của họ. Đế cho có trật tự, các tàu được buộc dây xích chặt lại với nhau, điều này biến nó thành một hàng đại bác về mặt lý thuyết có thể nói là bất khả chiến bại. Một tuyến thứ hai bên trong bao gồm bốn tàu frigate được bố trí khoảng 350 thước Anh (320 m) ở phía tây của tuyến chính, khoảng nằm giữa đội hình chiến đấu và bãi cát ngầm. Các tàu tiên phong của Pháp, dẫn đầu bởi chiếc Guerrier, được định vị ở khoảng 2.400 thước Anh (2.200 m) phía đông nam của đảo Aboukir và khoảng 1.000 thước Anh (910 m) từ cạnh của bãi cát ngầm bao quanh các hòn đảo. Tuyến tàu đó kéo dài về phía đông nam, với trung tâm hướng mũi ra phía biển từ bãi cát ngầm. Các tàu chiến của Pháp có khoảng cách với nhau khoảng 160 thước Anh (150 m) và toàn bộ đội hình tuyến kéo dài 2.850 thước Anh (2.610 m), với kỳ hạm Orient ở trung tâm và hai tàu lớn 80 pháo, neo ở hai bên. Đội hậu quân của đội hình này dưới sự chỉ huy của Chuẩn đô đốc Pierre-Charles Villeneuve từ chiếc Guillaume Tell.
Bằng việc triển khai các tàu của mình theo cách này, Brueys hy vọng rằng người Anh sẽ bị mắc vào các bãi cát ngầm khi tấn công vào đội hình trung tâm và đội hậu quân trang bị mạnh mẽ của mình, cho phép tiền đội có thể mượn sức gió đông bắc để phản công người Anh khi tiền quân tham gia vào trận đánh. Tuy nhiên, ông đã thực hiện một sự xét đoán sai nghiêm trọng: giữa chiếc Guerrier và bãi cát ngầm có đủ khoảng trống cho một tàu của đối phương đi cắt ngang qua chiếc tàu đứng đầu tuyến của Pháp, làm cho các tàu tiên phong không được hỗ trợ và rơi vào trường hợp bị bắn chéo cánh sẻ từ hai đội tàu của đối phương. Ngoài ra, người Pháp chỉ chuẩn bị cho mạn phải cho các tàu của họ (hướng ra biển), hướng mà họ đoán rằng các cuộc tấn công sẽ đến; còn về phía cảng và đất liền, họ đã không chuẩn bị trước. Các pháo ở mạn trái đều bị đậy nắp lại trong khi trên sàn lại bày la liệt đồ dự trữ khiến việc tiếp cận pháo lại càng khó khăn hơn. Trong bố trí của Brueys có một lỗ hổng quan trọng thứ hai, đó là khoảng trống 160 yard giữa các tàu là đủ lớn cho một chiếc tàu của Anh xuyên qua và phá vỡ đội hình tuyến của Pháp và không phải tất cả các thuyền trưởng của ông đã làm theo lệnh buộc kèm dây cáp vào mũi và đuôi tàu gần họ, nếu làm việc này đã có thể ngăn ngừa sự vận động uyển chuyển của người Anh. Vấn đề đã trở nên nghiêm trọng bởi mệnh lệnh cho phép chỉ neo tại các mũi, cho phép các tàu dịch chuyển trong gió và mở rộng các khoảng trống. Nó cũng tạo ra các khu vực trong đội hình của Pháp mà (khu vực này) không bị bao phủ bởi những pháo mạn của bất kỳ tàu nào, trong khu vực đó, một tàu của Anh có thể neo và tấn công tầu của Pháp mà không sợ bị bắn trả. Ngoài ra, việc triển khai các hạm đội của ông ta đã ngăn cản đôị hậu quân hỗ trợ một cách có hiệu quả cho các các tàu tiên phong bằng gió mậu dịch.
Một vấn đề nan giải hơn của Brueys là việc thiếu thức ăn và nước cho các đội tàu. Bonaparte đã bốc dỡ gần như tất cả các đồ cung cấp dự trữ trên tàu và không có nguồn cung cấp đã được mang tới cho các tàu từ bờ biển. Để khắc phục điều này, Brueys gửi các đội đi lục lọi dọc theo bờ biển để trưng thu thực phẩm và lấy nước, nhưng các cuộc tấn công liên tục của du kích Bedouin yêu cầu mỗi đội tàu phải có một đội bảo vệ vũ trang hạng nặng, dẫn đến một phần ba thủy thủ của hạm đội phải ra khỏi tàu của họ tại bất kỳ thời gian nào. Brueys đã viết một lá thư mô tả tình hình đển Bộ trưởng Bộ Hải quân Étienne Eustache Bruix, báo cáo rằng "Thủy thủ đoàn của chúng tôi rất yếu, cả về số lượng và chất lượng, buồm cơ của chúng tôi, nói chung không sửa chữa được nữa, và tôi chắc chắn rằng phải đòi hỏi không ít can đảm để quản lý một hạm đội được trang bị với những thứ như vậy."

## Giao chiến

### Nelson đến

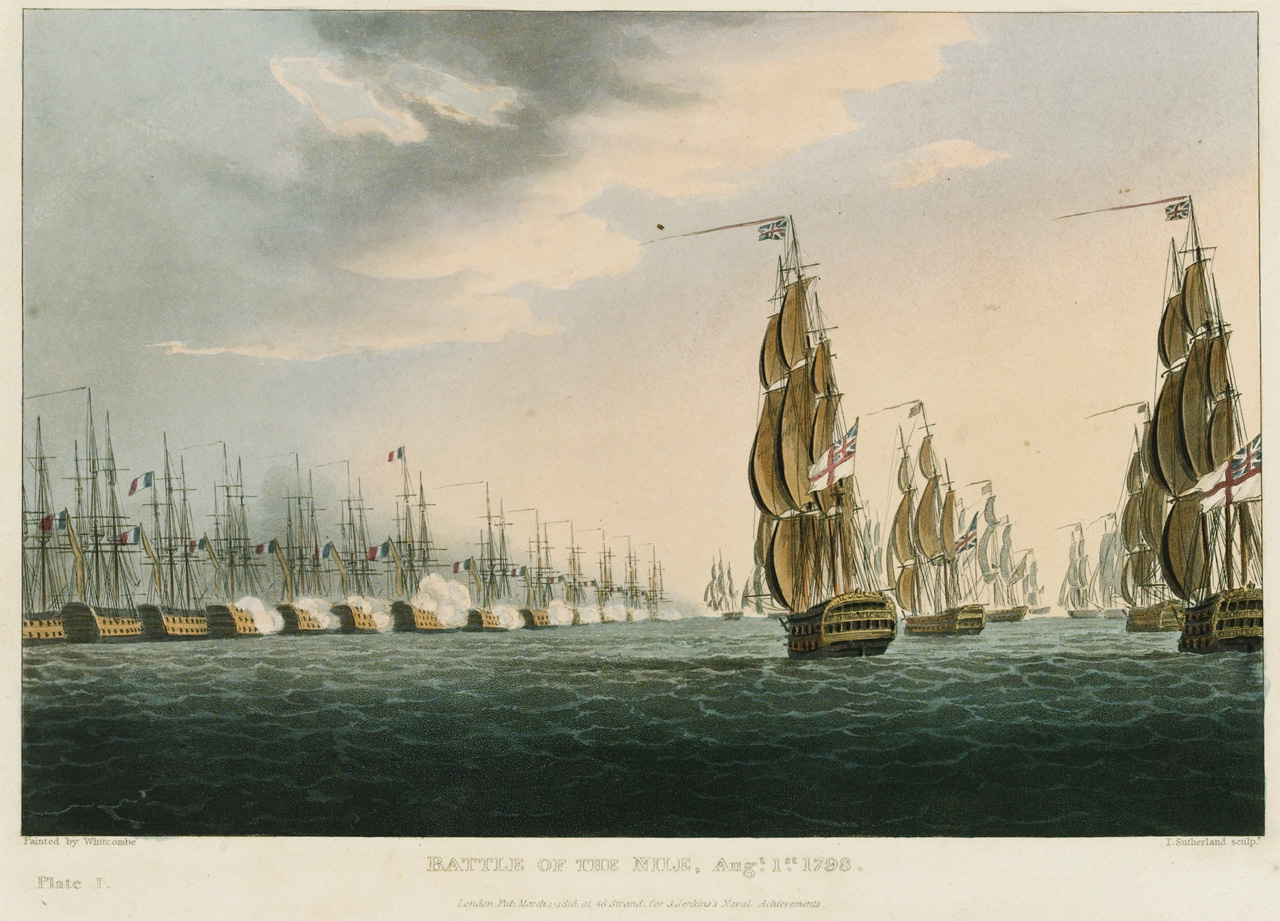
Battle of the Nile, Augt 1st 1798, Thomas Whitcombe, 1816, National Maritime Museum. The British fleet bears down on the French line.

Mặc dù lúc đầu gặp phải thất vọng vì hạm đội Pháp không neo ở Alexandria, Nelson biết từ quá trình vận chuyển rằng họ phải ở đâu đó gần đó. Lúc 14:00 ngày 01 tháng 8, những người đứng gác trên chiếc HMS Zealous báo cáo rằng Hạm đội của Pháp neo trong vịnh, trung úy tín hiệu của nó ra hiệu cho trung úy của chiếc HMS Goliath, nhưng miêu tả sai khi nói quân Pháp có 16 tàu chiến tuyến thay vì 13. Những người gứng gác trên chiếc Heureux Pháp đồng thời nhìn cũng thấy hạm đội Anh, 9 hải lý (17 km) ở ngoài cửa vịnh Aboukir. Người Pháp dự đoán rằng hạm đội Anh có khoảng 11 tàu, vì khi đó những chiếc Swiftsure và Alexander đang trên đường trở về từ Alexandria và đang còn cách 3 hải lý (5,6 km) về phía tây của hạm đội chính, nên vượt ra khỏi tầm mắt. Chiến hạm HMS Culloden của Troubridge ở một khoảng cách khá xa đội hình chính và đang kéo theo một chiếc tàu buôn bị bắt. Trong tầm mắt của người Pháp, Troubridge bỏ con tàu kia lại và không ngừng hăng hái để tái gia nhập đội của Nelson. Do cần thiết phải để nhiều thủy thủ làm việc trên bờ, Brueys không triển khai các tàu chiến nhẹ hơn của ông như các chiếc tàu trinh sát, mà ông ta còn không thể nhanh chóng phản ứng trước sự xuất hiện bất ngờ của người Anh.
Khi tàu của ông sẵn sàng cho chiến đấu, Brueys ra lệnh cho các thuyền trưởng tụ họp bàn sách lược trên Orient và vội vàng thu hồi thủy thủ của ông từ bờ, mặc dù hầu hết các đội thủy thủ đi kiếm lương thực vẫn không quay lại cho đến khi thời gian của trận đánh bắt đầu. Để thay thế cho họ, một số lượng lớn thủy thủ đã được đưa ra khỏi tàu frigate và bổ sung vào các tàu chiến tuyến. Brueys cũng hy vọng sẽ thu hút các hạm đội Anh vào bãi cát ngầm tại đảo Aboukir bằng cách tung các chiếc brig Alerte và Railleur để hoạt động như mồi nhử trong vùng nước nông. Vào lúc 16:00 hai chiếc Alexander và Swiftsure vẫn ở trong tầm mắt, mặc dù chỉ cách hạm đội chính của Anh một khoảng và Brueys đã cho lệnh bỏ kế hoạch thả neo và thay vào đó cho ra lệnh cho đội tàu của mình căng buồm lên. Blanquet phản đối lệnh với lý do là người Pháp không có đủ nhân lực để vừa căng buồm vừa bắn pháo. Nelson sau đó lệnh cho tàu đi đầu của mình chậm lại để cho phép các đội tàu tiếp cận với một đội hình có tổ chức. Việc này đã thuyết phục Brueys rằng chi bằng đánh liều một trận vào buổi tối ở vùng nước nông trong khi người Anh có lập kế hoạch để chờ ngày hôm sau. Vì thế, ông đã hủy bỏ lệnh dương buồm trước đó. Brueys có thể đã hy vọng rằng sự chậm trễ sẽ cho phép hạm đội của ông ta có thể vượt qua người Anh trong đêm và qua đó thực hiện theo mệnh lệnh của Bonarparte nếu có thể tránh được thì chớ nên động thủ với hạm đội Anh.
Mệnh lệnh của Nelson được đưa ra vào lúc 16:00 là tiến chậm để cho tàu của ông có thể sắp xếp các cáp neo của họ, điều này cho phép họ đưa đi đưa lại các pháo mạn của mình khi đối mặt với kẻ thù bị thả neo bất động. Nó cũng làm giảm nguy cơ bị bắn vào cột buồm khi họ di chuyển vào vị trí. Kế hoạch của Nelson được định hình thông qua các cuộc thảo luận với thuyền trưởng cấp cao của ông trong suốt chuyến đi trở về Alexandria, là tiến về phía quân Pháp và tấn công từ phía biển đội hình tiền quân và trung tâm của đội hình tuyến của Pháp, sao cho mỗi tàu Pháp sẽ phải đối mặt với hai tàu của Anh và chiếc kỳ hạm Orient sẽ phải chiến đấu chống lại ba chiếc tầu đối phương. Hướng gió chỉ ra rằng đội hậu quân Pháp sẽ bị cắt ra từ phía sau và không thể dễ dàng tham gia vào cuộc chiến và sẽ bị cắt bỏ với phần phía trước của tuyến. Để đảm bảo rằng trong khói và sự dễ nhầm lẫn của một trận chiến đêm các tàu của ông sẽ không vô tình bắn vào nhau, Nelson đã ra lệnh cho rằng mỗi con tàu chuẩn bị bốn đèn ngang ở phần đầu cột buồm giữa của tầu của họ và cũng để chiếu sáng cờ hiệu trắng. Đó là sự khác nhau khi cờ của người Pháp có đủ ba màu rõ rằng người ta sẽ không bị lầm lẫn trong tầm nhìn hạn chế, giảm thiệu xác suất rằng tàu Anh sẽ bắn nhầm tàu Anh khác khi trời tối. Khi tất cả đã sẵn sàng cho trận đánh, Nelson đã tổ chức một bữa ăn tối cuối cùng với các sĩ quan của chiếc Vanguard và nói rằng: "Giờ này đêm mai, một là ta sẽ được ban cho chức khanh tướng hoặc tu viện Westminster",, ý nói là sẽ được ban thưởng khi thắng hoặc sẽ chết và được chôn cất ở nơi chôn cất truyền thống của những Anh hùng Anh tử chiến sa trường.

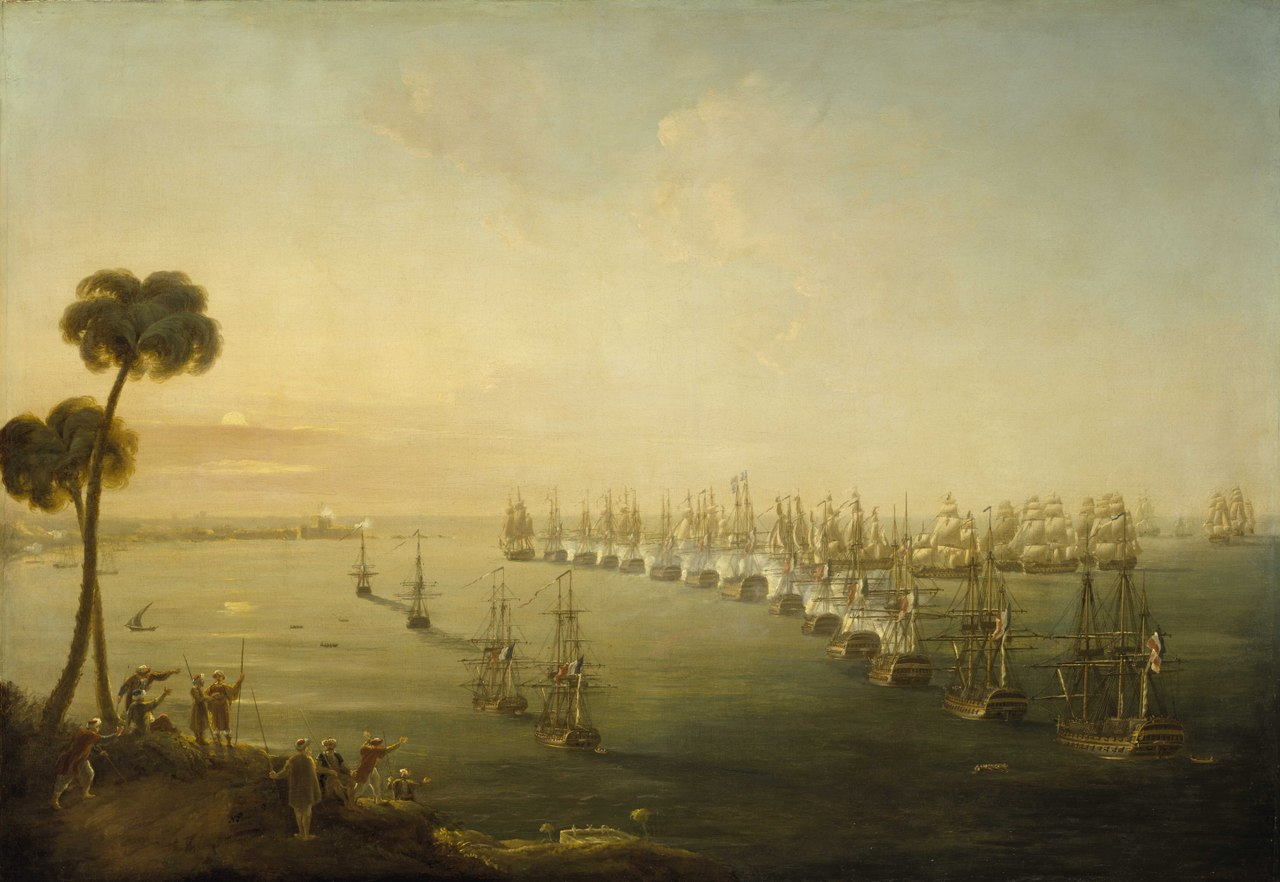
The Battle of the Nile, 1 August 1798, Nicholas Pocock, 1808, National Maritime Museum

Ngay sau khi lệnh căng buồm của Pháp lại bị huỷ bỏ, hạm đội Anh bắt đầu tiến lại gần một lần nữa và Brueys, bây giờ quyết định sẽ thực hiện một cuộc tấn công vào ban đêm nên ra lệnh cho các tàu của ông cũng đặt buộc dây neo của họ và chuẩn bị cho chiến đấu. Chiếc Alerte đã được gửi đi trước, đi qua gần các tàu hàng đầu của Anh và sau đó ngoặt nhanh về phía tây với hy vọng rằng các tàu của Anh có thể làm theo và bị mắc cạn. Không có thuyền trưởng nào của Nelson mắc phải mưu mẹo này và hạm đội Anh tiếp tục tiến lên một cách không nao núng. Lúc 17:30, Nelson ca ngợi một trong hai chiếc tàu hàng đầu của ông, chiếc HMS Zealous dưới thuyền trưởng Samuel Hood, vốn đang chạy đua với chiếc Goliath để là người đầu tiên nã pháo vào người Pháp. Đô đốc đã ra lệnh cho Hood tiến hành một di chuyển an toàn nhất vào bến cảng; người Anh không có bảng xếp hạng độ sâu hoặc hình dạng của vịnh, ngoại trừ một bản đồ họa thô mà chiếc Swiftsure đã thu được từ một thuyền trưởng tàu buôn, một tập bản đồ không chính xác của người Anh trên chiếc HMS Zealous và một bản đồ Pháp 35 năm tuổi trên tàu Goliath. Hood trả lời rằng ông sẽ đi cẩn thận dò độ sâu khi ông tiến lên để kiểm tra độ sâu của nước, và nói rằng: "Nếu như ngài ban cho tôi vinh dự dẫn người vào trận chiến, tôi sẵn sàng dẫn đầu." Ngay sau đó, Nelson phải tạm dừng để nói chuyện với chiếc HMS Mutine, mà chỉ huy của nó là Đại úy Hải quân Thomas Hardy vừa mới bắt được một hoa tiêu từ một tàu nhỏ ở Alexandrina. Chiếc Vanguard đến để chặn lại, các tàu phía sau đi chậm lại. Điều này gây ra một khoảng cách lớn giữa chiếc Zealous và Goliath và phần còn lại của đội tàu. Để cuộc tấn công này có hiệu lực, Nelson ra lệnh cho chiếc HMS Theseus dưới thuyền trưởng Ralph Miller vượt qua kỳ hạm của mình và tham gia cùng với chiếc Zealous và Goliath trong đội hình tiên phong. Vào lúc 18:00, hạm đội Anh đã được ra lệnh căng hết buồm, chiếc Vanguard là chiếc thứ sáu trong đội hình mười tàu, với chiếc Culloden bị dấu tít ở đằng sau về phía bắc và hai chiếc Alexander và Swiftsure phải di chuyển nhanh để bắt kịp về phía tây. Sau sự thay đổi nhanh chóng từ một đội hình không chặt trẽ để hình thành một tuyến, cả hai hạm đội kéo cao cờ của mình lên cột buồm, các tàu của Anh treo thêm chiếc Union Jack để đề phòng khi cờ chính bị bắn rơi. Lúc 18:20, chiếc Zealous và Goliath nhanh chóng lách qua hai tàu hàng đầu của Pháp là chiếc Guerrier và Conquérant và nổ súng.

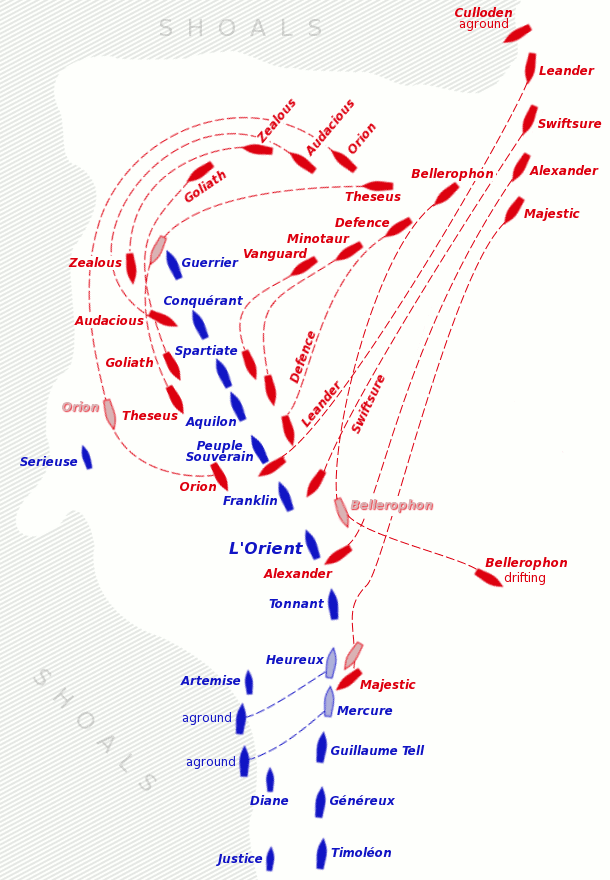
Bản đồ vị trí tàu và các di chuyển trong trận vịnh Aboukir, ngày 1 đến ngày 2 tháng 8 năm 1798. Tàu của Anh là màu đỏ; tàu Pháp là màu xanh lam. Vị trí của các tàu Trung gian (không tham chiến) cũng được thể hiện bằng màu đỏ/xanh nhạt. Bản đồ đã được đơn giản hóa và khác với bài viết ở một vài chi tiết nhỏ.

Mười phút sau khi nổ súng vào tàu Pháp, chiếc Goliath vượt qua phần đầu của tuyến người Pháp, bất chấp đạn bắn vào mạn phải từ pháo đài và từ chiếc Guerrier vào cửa tàu khi phần lớn chúng đều bị bắn quá cao để có thể gây khó khăn. Thuyền trưởng Thomas Foley nhận thấy là ông đã tiếp cận một kẽ hở không mong muốn giữa chiếc Guerrier và vùng nước nông. Bằng sự sáng tạo của mình, Foley đã quyết định sửa chữa lỗi chiến thuật này và cho thuyền đi xiên góc để có thể vượt qua khoảng trống này. Khi mũi của chiếc Guerrier vào trong phạm vi tầm bắn, chiếc Goliath nổ súng, các pháo mạn bắn đạn đôi gây thiệt hại nghiêm trọng trong khi tàu Anh quay sang mạn bên kia, phía mạn không được chuẩn bị gì của chiếc Guerrier. Thủy quân Anh và đại đội vệ binh người Áo của Foley tham gia vào trận chiến và nã súng hoả mai. Foley đã có dự định neo tàu ở cạnh tàu Pháp và áp chặt vào nó, nhưng dây neo của ông lại quá dài để hạ xuống và tàu của ông hoàn toàn trôi qua chiếc Guerrier. Chiếc Goliath cuối cùng dừng lại ở gần mũi của chiếc Conquérant, nổ súng vào đối thủ mới và sử dụng súng mạn phải bắn qua bắn lại với tàu frigate nhỏ Sérieuse và tàu tầu phóng bom Hercule đang được neo gần ở gần tuyến chính của người Pháp.
Foley tấn công tiếp liên trong khi chiếc Zealous của Hood, cũng lách qua tuyến tàu của Pháp và neo thành công bên cạnh cạnh chiếc Guerrier vào đúng chỗ Foley đã định neo tàu, và bắt đầu tấn công vào mũi tàu Pháp từ cự ly gần. Trong vòng năm phút cột buồm mui của chiếc Guerrier gẫy, tạo nên sự kích thích tăng thêm nhuệ khí cho người Anh. Các thuyền trưởng người Pháp đã bị bất ngờ bởi tốc độ của tầu Anh nhưng vẫn ở trên boong của chiếc Orient và hội họp với các đô đốc khi trận đánh bắt đầu. Họ vội vàng xuống xuồng để trở về tàu của mình. Thuyền trưởng Jean-François-Timothée Trullet của chiếc Guerrier phải đứng dưới xuồng, hò hét ra lệnh người của mình bắn trả chiếc Zealous.
Chiếc tàu thứ ba của Anh là chiếc HMS Orion tham gia tấn công dưới sự chỉ huy của thuyền trưởng Sir James Saumarez, họ đi vòng qua các tàu ở tuyến đầu và lách qua giữa tuyến chính và các tàu frigate neo gần bờ của Pháp. Khi ông ta làm như vậy, tàu frigate nhỏ Sérieuse nổ súng vào chiếc Orion, làm bị thương hai người. Theo quy ước trong hải chiến thời đó là tàu chiến tuyến không tấn công các tàu frigate nhỏ hơn khi có các tàu có kích cỡ tương đương để tấn công, nhưng trong loạt bắn đầu tiên, thuyền trưởng Pháp Claude-Jean Martin đã nhổ toẹt vào quy tắc này. Saumarez đợi cho đến khi chiếc frigate vào cự ly gần trước khi bắn trả. Orion chỉ cần nổ một loạt pháo mạn là hạ ngay một tàu frigate, chiếc tàu bị phá huỷ của Martin trôi đi trong vùng nước nông. Trong lúc chậm trễ do phải đi đường vòng này, hai tàu khác của Anh tham gia vào cuộc chiến, chiếc Theseus, được xem là một tàu chiến tuyến hạng nhất, đi theo đường vòng vượt qua chiếc Guerrier. Thuyền trưởng Miller cho tàu của mình đi xuyên qua giữa cuộc hỗn chiến của các tàu Anh và Pháp cho đến khi ông gặp con tàu thứ ba của Pháp là chiếc Spartiate. Neo xong, Miller cho nổ súng ở cự ly gần. Chiếc HMS Audacious dưới sự chỉ huy của thuyền trưởng Davidge Gould theo sau, thả neo giữa chiếc Guerrier và Conquérant và nã pháo vào cột buồm của chúng.[Note B] Chiếc Orion sau đó tham gia vào cuộc tấn công ở xa hơn về phía nam so với dự định và bắn vào chiếc tàu thứ năm của Pháp là Peuple Souverain và chiếc Franklin của Đô đốc Blanquet.
Ba tàu tiếp theo Anh do chiếc Vanguard dẫn đầu, theo sau là hai chiếc HMS Minotaur và HMS Defence, vẫn giữ đội hình tuyến chiến đấu và thả neo ở bên mạn phải của đội hình của người Pháp lúc 18:40. Nelson hướng kỳ hạm của ông vào chiếc Spartiate, trong khi thuyền trưởng Thomas Louis của chiếc Minotaur tấn công chiếc Aquilon và chiếc Defence của thuyền trưởng John Peyton tham gia vào cuộc tấn công vào chiếc Peuple Souverain. Lúc này, tiền quân của Pháp đã bị bao vây bởi rất nhiều tàu Anh. Sau đó hai chiếc tàu Anh là HMS Bellerophon và HMS Majestic đi xuyên qua chận hỗn chiến và tiến về phía đội trung tâm của Pháp cho đến lúc này vẫn chưa giao chiến. Cả hai tàu này phải chiến đấu với kẻ thù mạnh hơn mình và bắt đầu thiệt hại nghiêm trọng: Thuyền trưởng Henry Darby trên chiếc Bellerophon lỡ mất dự định của ông là thả neo gần chiếc Franklin và thay vào đó tàu của ông lại đến đúng bên dưới khẩu đội pháo chính của chiếc kỳ hạm Pháp, trong khi thuyền trưởng George Blagdon Westcott trên chiếc Majestic cũng bị mất chỗ neo của mình và gần như va chạm với chiếc Heureux, và bị dính đạn nặng nề nặng từ chiếc Tonnant. Không thể dừng lại trong lúc này, chiếc tàu buồm tam giác của Westcott di chuyển xung quanh chiếc Tonnan, khiến họ bị lúng túng.
Các tàu Pháp cũng bị trúng quá nhiều phát: Đô đốc Brueys trên chiếc Orient bị thương nặng nề ở vùng mặt và tay bởi các mảnh vỡ bay lung tung khi giao chiến vớii chiếc Bellerophon. Con tàu cuối cùng của hạm đội Anh, trong màn đêm đang lan nhanh, chiếc Culloden của Troubridge di chuyển đến quá gần đảo Aboukir và khiến nó bị mắc kẹt ở vùng nước nông. Bất chấp những nỗ lực vất vả từ thủy thủ đoàn của con tàu, từ tàu brig Mutine và tàu 50 pháo HMS Leander dưới sự chỉ huy của thuyền trưởng Thomas Thompson, con tàu chiến tuyến này vẫn không thể di chuyển được, những đợt sóng biển lại đẩy chiếc Culloden sâu thêm vào bãi ngầm gây hư hỏng nghiêm trọng cho thân tàu.

### Tiền quân Pháp đầu hàng
Vào lúc 19:00 đèn nhận dạng tại cột buồm trung tâm của hạm đội Anh đã được thắp sáng. Vào thời gian này, chiếc Guerrier đã hoàn toàn bị gãy hết cột buồm và thiệt hại nặng nề: Hood để cho chiếc Zealous ở bên ngoài tầm của hầu hết các pháo mạn tàu Pháp và trong bất kỳ trường hợp nào các khẩu đội pháo ở đồng thời cả hai bên mạn của chiếc Guerrier đã không được chuẩn bị sẵn sàng cho một trận đánh khi mà tất cả các khẩu pháo đều bị đậy nắp. Mặc dù tàu của họ chỉ là còn là một cái xác đầy thương tích, các thủy thủ đoàn của chiếc Guerrier từ chối không chịu đầu hàng, họ vẫn tiếp tục bắn vài khẩu súng nhỏ mỗi khi có thể, bất chấp đạn hạng nặng bắn từ chiếc Zealous. Ngoài đại pháo hạng nặng của mình, Hood lệnh cho Thủy quân lục chiến Hoàng gia trên tàu của mình bắn bắn hàng tràng hỏa mai vào boong của tàu Pháp, xua thủy thủ đoàn ra khỏi tầm mắt nhưng vẫn thất bại trong việc đảm bảo an toàn cho sự đầu hàng của thuyền trưởng Trullet. Mãi cho đến 21:00, khi Hood gửi một chiếc thuyền nhỏ đển chiếc Guerrier với một đội thủy thủ nhảy lên boong, thì chiếc tàu Pháp cuối cùng mới chịu đầu hàng. Chiếc Conquérant bị đánh bại nhanh chóng, sau những loạt pháo mạn hạng nặng từ các tàu Anh đang vượt qua, và sự áp sát của chiếc Audacious và Goliath đã đánh gẫy cả ba cột buồm trước 19:00. Với con tàu bất động và hư hỏng nặng của mình, vị thuyền trưởng Etienne Dalbarade đang bị thương nặng cho lệnh vẫy cờ đầu hàng. Và một đội thủy thủ Anh đổ bộ lên boong và nắm quyền kiểm soát con tàu. Không giống như chiếc Zealous, các tàu của Anh tham gia tấn công đã bị hư hại khá nghiêm trọng, chiếc Goliath mất phần lớn buồm của nó, cả ba cột buồm đều bị hư hỏng và có hơn 60 thương vong. Với những đối thủ mà ông đánh bại, Thuyền trưởng Gould trong chiếc Audacious neo lại thuyền để nã pháo vào chiếc Spartiate, chiếc tiếp theo trong tuyến người Pháp. Ở phía tây của trận đánh, chiếc Serieusé chìm trong bãi nước nông, cột buồm nhô ra từ mặt nước và những người còn sống sót tranh giành các xuồng cứu sinh và bơi vào bờ.

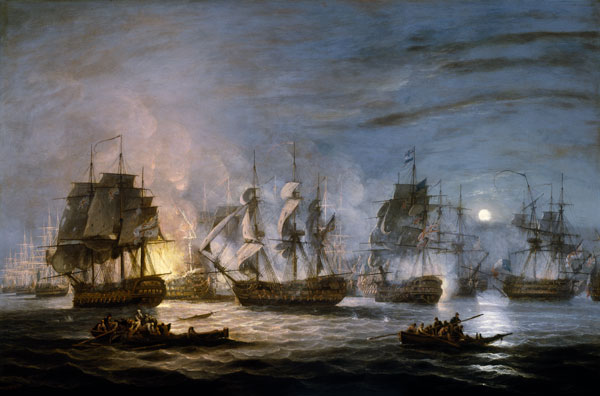
The Battle of the Nile, Thomas Luny, 1830, National Maritime Museum

Việc chiếc tầu Audacious dùng pháo mạn để bắn chiếc Spartiate có nghĩa rằng thuyền trưởng Maurice-Julien Emeriau bây giờ đã phải đối mặt với ba đối thủ. Trong vòng vài phút cả ba cột buồm đã gẫy, nhưng các trận đánh trên tàu vẫn tiếp tục cho đến 21:00, khi đó do bị thương nặng, Emeriau mới cho phất cờ chấp nhận đầu hàng. Mặc dù chiếc Spartiate bị áp đảo bởi số lượng đối thủ lớn hơn, con tàu này thỉnh thoảng được hỗ trợ bởi chiếc tiếp theo trong tuyến, Aquilon, mà đây là chiếc duy nhất của Hải đội tiên phong Pháp chỉ phải giao tranh với một đối thủ, chiếc Minotaur. Thuyền trưởng Henri-Alexandre Thévenard cho neo tàu của mình để tạo góc bắn pháo mạn của mình vào một vị trí bắn thia lia vào mũi chiếc kỳ hạm của Nelson, kết quả khiến hơn 100 thương vong, trong đó có cả vị đô đốc. Vào lúc khoảng 20:30, con mắt bên phải của Nelson bị mù mắt bởi một mảnh vụn sắt bắn tung gây ra bởi một loạt bắn của chiếc Spartiate. Vết thương tạo ra một miếng da lòng thòng trên mặt của ông, ông ta tạm thời bị mù hoàn toàn. Nelson ngã vào cánh tay của thuyền trưởng Edward Berry và được đặt nằm ở dưới đất. Cho rằng vết thương của ông sẽ gây tử vong, ông khóc và nói "Ta chết rồi, ngươi hãy nhớ chăm sóc vợ ta" và cho gọi tu sĩ Stephen Comyn tới. Vết thương đã được kiểm tra ngay lập tức bởi bác sĩ phẫu thuật Michael Jefferson từ chiếc Vanguard, người đã thông báo với đô đốc rằng nó chỉ là một vết thương phần mềm đơn giản và khâu vết thương ngoài da với nhau.. Jefferson khuyên Nelson nên tĩnh dưỡng và không hoạt động nhưng Nelson phớt lờ, lại còn trở lại boong chỉ huy ngay trước khi vụ nổ trên chiếc Orient xảy ra để giám sát việc kết thúc các giai đoạn của trận đánh. Mặc dù đã giành được một số thành công, chiếc Aquilon quay vòng mũi tàu tại ngay vị trí của mình dưới làn đạn của chiếc Minotaur và đến 21:25, tàu Pháp đã hoàn toàn bị gãy hết cột buồm và thiệt hại nặng nề, Thuyền trưởng Thévenard thiệt mạng và các sĩ quan của ông buộc phải đầu hàng. Sau khi đánh bại đối thủ của mình, thuyền trưởng Thomas Louis của chiếc Minotaur tiến về phía nam tham gia các cuộc tấn công vào chiếc Franklin.

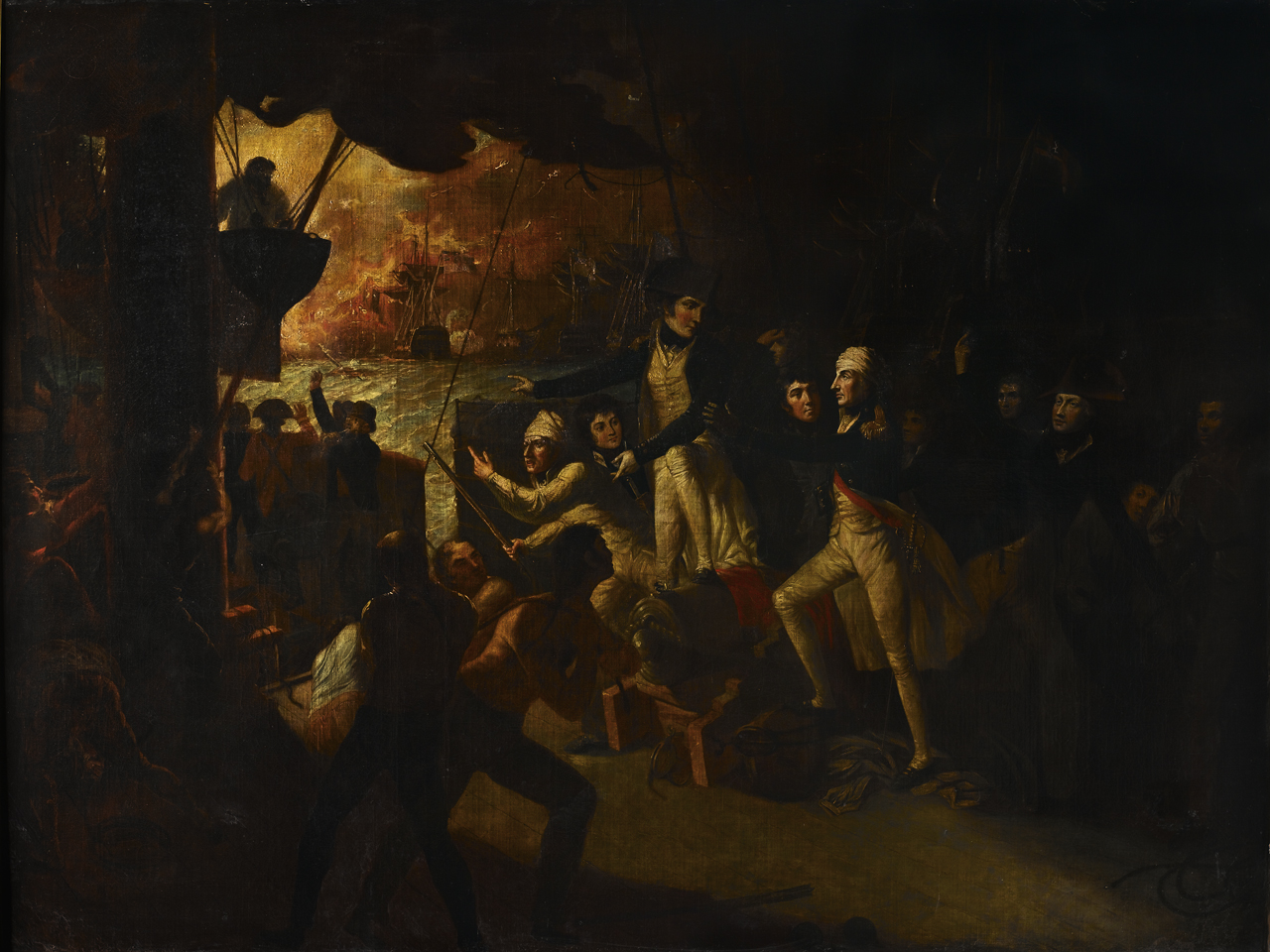
Battle of the Nile, 1st August 1798, Daniel Orme, 1805, National Maritime Museum. Nelson returns on deck after his wound is dressed.

Chiếc tàu thứ năm của Pháp, Peuple Souverain bị tấn công từ cả hai bên hoặc bởi chiếc Defence hoặc chiếc Orion và nhanh chóng bị mất phần mũi và cột buồm chính. Thuyền trưởng Saumarez mặc dù bị thương ở đùi bằng một mảnh gỗ bị bắn văng ra từ một trong những cột buồm của chiếc Orion và nó cũng giết chết hai người lính thủy khác trước khi làm ông ta bị thương. Trên chiếc Peuple Souverain, thuyền trưởng Pierre-Paul Raccord bị thương nặng, đã ra lệnh cắt cáp neo tàu của ông trong một nỗ lực để thoát khỏi trận pháo kích và Peuple Souverain trôi dạt về phía nam của kỳ hạm Orient. Do trời tối mờ mịt, chiếc Orient đã không nhận ra tàu của mình và đã lỡ nã đạn vào nó. Chiếc Orion và Defence không thể ngay lập tức theo đuổi. Defence đã mất cột buồm trước của nó và Orion suýt bị phá hủy bởi một hoả thuyền tình cờ trôi dạt vào trận đánh. Nguồn gốc của con tàu này là một con tàu bị bỏ lại và đốt cháy bằng hắc ín và với các vật liệu dễ cháy, không chắc chắn chiếc tàu này là của bên nào nhưng nó có thể đã được phóng ra từ chiếc Guerrier khi trận chiến bắt đầu. Chiếc Peuple Souverain neo không xa chiếc Orient và không tham gia thêm vào một cuộc giao tranh nào nữa. Các chiếc tàu đắm đầu hàng vào ban đêm. Franklin vẫn tiếp tục chiến đấu, nhưng Blanquet đã bị một vết thương nghiêm trọng ở đầu còn Thuyền trưởng Gillet thì đã được cáng đi dưới tình trạng bất tỉnh khi dính thương nặng. Ngay sau đó, một đám cháy xảy ra trên boong lái sau khi một kho chữa vũ khí phát nổ, mà rồi cuối cùng cũng đã được dập tắt với những nỗ lực của thủy thủ đoàn.
Về phía Nam, chiếc Bellerophon gặp rắc rối nghiêm trọng với hệ thống pháo mạn cực khủng của chiếc Orient, chúng đã đánh nát con tàu này. Vào lúc 19:50, các buồm giữa và buồm chính đều đổ gục và cháy nổ xảy ra đồng thời ở một vài chỗ. Mặc dù đã được dập tắt các đám cháy, nhưng chiếc tàu đã có hơn 200 thương vong. Thuyền trưởng Darby công nhận rằng vị trí của ông đã không thể tự bảo vệ và đã ra lệnh cắt dây neo lúc 20:20, con tàu mang đầy thương tích trôi ra khỏi cuộc chiến và tiếp tục dính đạn từ chiếc Tonnant làm cột buồm mui của nó cũng sụp đổ nốt. Chiếc Orient cũng bị hư hại đáng kể và Đô đốc Brueys đã bị bắn trúng vào cơ hoành bằng bằng một viên đạn hình cầu cắt gần một nửa người của ông. Đô đốc Pháp có mười lăm phút hấp hối trước khi chết, ông vẫn cố nằm lại trên boong và từ chối được cáng xuống boong dưới bởi người của mình. Thuyền trưởng Luc-Julien-Joseph Casabianca của chiếc Orient cũng đã bị thương trúng vào mặt bằng mảnh gỗ vỡ bay và bất tỉnh, trong khi đứa con 12 tuổi của ông bị bắn bay mất chân khi đang đứng cạnh cha. Chiếc tàu Anh cuối cùng lao vào tấn công là chiếc Majestic, trong một khoảng thời gian ngắn vướng mắc vào chiếc tầu 80 pháo Tonnant của Pháp, thuyền trưởng Westcott cũng đã bị giết bởi súng hỏa mai Pháp. Trung úy Robert Cuthbert được chỉ định làm thuyền trưởng và ra lệnh tách tàu của mình ra, cho phép chiếc Majestic bị hư hỏng nặng trôi dạt về phía nam đến 20:30 nó đã nằm ở giữa chiếc Tonnant và chiếc Heureux ở hàng tiếp theo. Để hỗ trợ đội hình trung tâm, thuyền trưởng Thompson của chiếc Leander từ bỏ những nỗ lực vô ích để kéo chiếc Culloden ra khỏi vùng nước nông và đi vào thế trận của tuyến tàu Pháp, qua khoảng trống được tạo ra bởi chiếc Peuple Souverain bị thả trôi và nổ những loạt pháo kinh hồn vào buồm của chiếc Franklin và Orient.
Trong khi trận đánh đang diễn ra một cách cuồng bạo ở trong vịnh, hai chiếc tàu không còn thứ tự của Anh không ngừng tiến lên để tham gia chiến đấu, chúng tập trung vào những ánh sáng nhấp nháy của pháo trong bóng tối. Được cảnh báo về vùng nước nông ở Aboukir từ chiếc Culloden, thuyền trưởng Benjamin Hallowell trong chiếc Swiftsure đi xuyên qua các trận hỗn chiến ở phần đầu của tuyến tàu này và nhằm tàu của ông vào đội hình trung tâm của Pháp. Ngay sau lúc 20:00, một thân tầu gãy hết cột buồm đã được phát hiện trôi trước mặt chiếc Swiftsure, Hallowell bước đầu ra lệnh cho người của mình trước khi hủy bỏ mệnh lệnh, quan tâm về dạng của chiếc tàu lạ ông ta cho gọi tới tấp, Hallowell nhận được câu trả lời "Bellerophon, đã rút khỏi trận đánh vì không còn lực chiến đấu." Để chắc chắn rằng ông đã không tấn công nhầm lẫn một tàu của quân mình trong bóng tối, Hallowell cho tàu mình lách qua chiếc Orient và Franklin và nổ súng vào cả hai. Chiếc Alexander, chiếc tàu Anh cuối cùng chưa tham chiến bơi lại gần chiếc Tonnant, lúc này nó đã bắt đầu trôi dạt ra khỏi vị trí bên cạnh chiếc kỳ hạm Pháp. Sau đó thuyền trưởng Alexander Ball ra lệnh tham gia vào cuộc tấn công vào chiếc Orient.

### Đánh chìm Kỳ hạmOrient
Lúc 21:00, người Anh phát hiện ra ngọn lửa phát ra ở sàn dưới hơn của chiếc Orient (kỳ hạm Pháp). Nhận ra mối nguy hiểm này đối với chiếc kỳ hạm Pháp, thuyền trưởng Hallowell chỉ đạo người của mình nã pháo của họ trực tiếp vào ngọn lửa này, làm nó lây lan khắp tàu và ngăn chặn những nỗ lực để dập tắt nó. Trong vòng vài phút ngọn lửa đã cháy lên và làm chiếc buồm rộng lớn bốc cháy, con tàu chuyển thành một địa ngục trần gian. Các tàu Anh gần nhất là chiếc Swiftsure, Alexander và Orion, tất cả đều ngừng bắn, cho đóng lại các nắp pháo và cố gắng lượn xa khỏi chiếc kỳ hạm đang bốc cháy với dự đoán rằng sẽ có vụ nổ khi có khối lượng lớn đạn dược được lưu trữ trên boong tầu. Tương tự như vậy các tàu Pháp khác như chiếc Tonnant, Heureux và Mercure tất cả đều cắt dây neo và trôi dạt về phía nam ra khỏi xác chiếc tàu cháy. Lúc 22:00 ngọn lửa lan vào kho đạn và chiếc tàu bị nổ tung bởi một vụ nổ lớn. Những chấn động của riêng vụ nổ này đủ để xé toạc các mạch của các tàu gần nhất, và đống đổ nát cháy rực đã rơi xuống thành một vòng tròn lớn, phần những mảnh vụn bay xung quanh thành ngoài của các tàu ở quanh đó. Các chiếc Swiftsure, Alexander và Franklin tất cả đã bị bắt phải lửa khi đống đổ nát của chiếc Orient rơi xuống. Trong tất cả các trường hợp này, các thủy thủ đã chuẩn bị sẵn xô chậu trên tay đã thành công trong việc dập lửa, mặc dù chiếc Franklin cũng bị dính một vụ nổ nhỏ.

#### Trích dẫn
1. ↑  Maffeo, tr. 224
2. ↑  Clowes, p. 353
3. ↑  Cole, tr. 8
4. ↑  Gardiner, tr. 21
5. ↑  James, tr. 151
6. ↑  Adkins, tr. 13
7. ↑  Maffeo, tr. 233
8. ↑  Padfield, tr. 109
9. ↑  James, tr. 148
10. ↑  Keegan, tr. 44
11. ↑  Adkins, tr. 9
12. ↑  Maffeo, tr. 241
13. ↑  Clowes, tr. 354
14. ↑  Bradford, tr. 176
15. ↑  Mostert, tr. 254
16. ↑  Rodger, tr. 459
17. ↑  Maffeo, tr. 258
18. ↑  James, tr. 154
19. ↑  Keegan, tr. 59
20. ↑  Gardiner, tr. 26
21. ↑  Adkins, tr. 17
22. ↑  Cole, tr. 22
23. ↑  Clowes, tr. 356
24. ↑  Adkins, tr. 21
25. ↑  Mostert, tr. 257
26. ↑  Adkins, tr. 19
27. ↑  Maffeo, tr. 265
28. ↑  Clowes, tr. 355
29. ↑  Rose, tr. 142
30. ↑  Bradford, tr. 199
31. ↑  James, tr. 159
32. ↑  Rose, tr. 143
33. ↑  Bradford, p. 192
34. 1 2  Maffeo, tr. 268–269
35. ↑  Clowes, tr. 357
36. 1 2 3  James, tr. 160
37. ↑  Clowes, tr. 358
38. ↑  Gardiner, tr. 31
39. 1 2  Warner, tr. 66
40. 1 2  Clowes, tr. 359
41. ↑  Mostert, tr. 260
42. ↑  Padfield, tr. 120
43. 1 2 3  Adkins, tr. 24
44. ↑  George A. Henty, At Aboukir and Acre: A Story of Napoleon's Invasion of Egypt, Fireship Press, 2008, tr. 295.
45. ↑  R.G. Grant, Battle at Sea: 3,000 Years of Naval Warfare, DK Publications, 2011, tr. 180.
46. ↑  Gardiner, tr. 13
47. 1 2  Keegan, tr. 63
48. ↑  Clowes, tr. 372
49. ↑  Mostert, tr. 261
50. ↑  Adkins, tr. 22
51. 1 2  Padfield, tr. 118
52. 1 2 3  Adkins, tr. 23
53. ↑  Rodger, tr. 460
54. 1 2  James, tr. 161
55. ↑  Mostert, tr. 265
56. ↑  Warner, tr. 72
57. 1 2  Bradford, tr. 200
58. ↑  Clowes, tr. 360
59. ↑  James, tr. 162
60. 1 2 3 4  James, tr. 165
61. 1 2 3 4 5  James, tr. 166
62. ↑  Maffeo, tr. 269
63. 1 2 3  Clowes, tr. 361
64. 1 2  Bradford, p. 202
65. ↑  Padfield, tr. 123
66. ↑  James, tr. 163
67. 1 2  James, tr. 164
68. 1 2  Gardiner, tr. 33
69. ↑  Dựa trên một thấm bản đồ từ Keegan, tr. 43
70. ↑  Warner, tr. 102
71. ↑  Mostert, tr. 266
72. 1 2  Adkins, tr. 25
73. 1 2 3  Clowes, tr. 362
74. ↑  Adkins, tr. 26
75. ↑  Warner, tr. 109
76. ↑  Padfield, tr. 127
77. ↑  Adkins, tr. 28
78. ↑  Bradford, tr. 204
79. 1 2  James, p. 176
80. 1 2  Clowes, tr. 363
81. ↑  Mostert, tr. 267
82. 1 2  Clowes, tr. 364
83. 1 2 3  James, tr. 167
84. ↑  Warner, tr. 92
85. 1 2  Adkins, tr. 29
86. ↑  Bradford, tr. 205
87. ↑  Adkins, tr. 31
88. 1 2 3  James, tr. 168
89. ↑  Germani, tr. 59
90. ↑  Warner, tr. 94
91. 1 2 3 4  Clowes, tr. 366
92. 1 2  Gardiner, tr. 34
93. ↑  Germani, tr. 58
94. ↑  Padfield, tr. 129
95. ↑  Warner, tr. 88
96. ↑  Padfield, tr. 128
97. ↑  Mostert, tr. 268
98. 1 2  James, tr. 169
99. 1 2  James, tr. 170
100. ↑  Keegan, tr. 64
101. ↑  Keegan, tr. 65
102. ↑  James, tr. 171
103. ↑  Mostert, tr. 271
104. ↑  Adkins, p. 38
105. ↑  Castex, p. 9
106. ↑  Clowes, p. 370
107. ↑  Cole, p. 109
108. ↑  Gardiner, p. 39
109. ↑  Keegan, p. 66
110. ↑  Maffeo, p. 271
111. ↑  Mostert, p. 273
112. ↑  Padfield, p. 132
113. ↑  Smith, p. 140
114. ↑  Warner, p. 121